# Taxiphyllum ramivagum
Taxiphyllum ramivagum är en bladmossart som beskrevs av Brotherus 1897. Taxiphyllum ramivagum ingår i släktet Taxiphyllum och familjen Hypnaceae. Inga underarter finns listade i Catalogue of Life.